# 魔乳
魔乳（まにゅう、英: witch's milk, neonatal milk, 独: Hexenmilch, 仏: lait de sorcière, lait de nouveau-nés）は、一部の新生児の腫脹した乳房から分泌される乳汁である。『医科学大事典』では「奇乳」を主な見出し語として「魔乳」は「奇乳」へのリダイレクト。『日本国語大辞典』では「鬼乳」を、『広辞苑』第七版では「きにゅう【鬼乳・奇乳】」を見出し語として採録し、いずれも「魔乳」の見出しはない。
新生児全体の4 - 5％にみられ、男女差はない。魔乳の分泌は正常な生理現象であり、治療や検査の必要はないと考えられる。新生児の乳房が張ったり乳首の下にしこりが認められることもあるが、放置すれば数日でこれらは消失し、魔乳の分泌も止まる場合が多い。乳頭からの出血はほとんどの場合良性で、片側性の場合のみ検査が必要（その場合は乳管拡張症に伴って出血した可能性があるから）。
出生前に母胎を通して、あるいは母乳哺育により新生児の体内に移動したプロラクチンや成長ホルモンなどの影響と、出生後の脳下垂体や甲状腺で産生したホルモンの急増の影響が重なることで乳腺が刺激された結果分泌される。特定の種類の薬剤が分泌を引き起こすことがある。 
魔乳の分泌は約2ヶ月間続くが、一過性乳房腫大は小児期まで持続することがある。正期産の乳児に分泌されやすく、早産の乳児には分泌されない。乳房の腫脹と魔乳の量との間にそれほど強い相関があるわけではない。それでも、腫脹の著しいケースでは魔乳の量も多い傾向にある。
魔乳に含まれるカゼインを分析した研究によると、個人差・日差はあるがα-カゼイン・β-カゼインはともに存在する。母乳には分泌型IgAが多量に含まれているが、魔乳はIgAおよびIgMを含まない。魔乳の粘度は母乳のそれとほぼ等しいと推測される。
民間伝承では、魔乳は使い魔の栄養源になると信じられており、そのため魔女たちは乳幼児が寝ているところを盗み見たと考えられている。他の文化圏では、乳幼児の乳房から乳汁が出ると、成人後に胸の形が良くなるとされている。文化圏によっては、魔乳を搾り取る習慣が報告されているが、魔乳の分泌を長引かせる可能性があり（乳房の周囲を軽く押さえてやると分泌が見られ、反復すれば数週間分泌は続く）、感染による新生児乳腺炎を引き起こすのでむやみに刺激すべきではない。